# Шевчук, Вячеслав Анатольевич
Вячесла́в Анато́льевич Шевчу́к (укр. В'ячеслав Анатолійович Шевчук; род. 13 мая 1979[…], Луцк) — украинский футболист, защитник; тренер. Участник чемпионата Европы 2016.

## Биография

### Клубная карьера
Родился 13 мая 1979 года в Луцке. Футболом начал заниматься в местной ДЮСШ. В 1996 году начал взрослую карьеру в составе «Ковеля» (любительская команда) хмельницкого «Подолья», за которые сумме провёл 38 матчей. В 1998—2000 годах играл за запорожский «Металлург». В 2002 году перебрался в донецкий «Шахтёр», за один год провёл в составе команды 12 матчей, также сыграл в 13 матчах за «Шахтёр-2». В 2002 году сыграл 2 матча за донецкий «Металлург». В 2002 году отправился за границу — в российский «Шинник». В сезоне 2004/05 годах играл за днепропетровский «Днепр».
В 2005 году вернулся в «Шахтёр», где сразу стал основным игроком. Уже в первый сезон после возвращения стал чемпионом Украины. В последующем Шевчук ещё 6 раз выигрывал национальный чемпионат. В 2009 году Вячеслав выиграл свой первый и единственный международный трофей — Кубок УЕФА. В сумме же с «Шахтёром» Шевчук выиграл 16 трофеев. 27 декабря 2016 года объявил о завершении карьеры.

### Карьера в сборной
Впервые в сборную Украины Шевчук был вызван в 2003 году. Дебютировал 30 апреля 2003 в выездном товарищеском матче с Данией Всего за сборную провёл 54 матча. Был в заявке на домашний чемпионат Европы 2012, но на поле не выходил. Также был в заявке на чемпионат Европы 2016 года, вышел на поле в 2 матчах — против Германии (2:0, поражение Украины) и Северной Ирландии (0:2, поражения Украины). В итоге украинцы заняли последнее место в группе без очков и без забитых голов. На том турнире Шевчук был вице-капитаном украинской сборной (в обоих матчах выводил команду на поле с капитанской повязкой, однако официальным капитаном был Анатолий Тимощук). После Евро-2016 завершил выступления за сборную.

### Тренерская карьера
В сентябре 2017 года начал тренерскую карьеру, возглавив юношескую команду «Шахтёра» U-17.
3 октября 2018 года стал главным тренером донецкого «Олимпика». Дебютировал с поражения на выезде от киевского «Динамо» со счётом 1:0.
17 апреля 2019 года Вячеслав Шевчук покинул пост главного тренера ФК «Олимпик».

## Достижения
«Шахтёр»
- Чемпион Украины (7): 2005/06, 2007/08, 2009/10, 2010/11, 2011/12, 2012/13, 2013/14
- Вице-чемпион Украины (4): 2006/07, 2008/09, 2014/15, 2015/16
- Обладатель Кубка Украины (5): 2007/08, 2010/11, 2011/12, 2012/13, 2015/16
- Финалист Кубка Украины (2): 2013/14, 2014/15
- Обладатель Суперкубка Украины (3): 2008, 2013, 2014
- Обладатель Кубка УЕФА: 2008/09
- Итого: 16 трофеев

«Металлург» (Донецк)
- Бронзовый призёр чемпионата Украины: 2001/02

«Металлург-2»
- Бронзовый призёр Второй лиги Украины (группа В): 2001/02

## Государственные награды
- Орден «За мужество» III степени (25 мая 2009)[8]
- Медаль «За труд и победу» (19 августа 2006)[9]
- Отличие «Именное огнестрельное оружие» (21 ноября 2015)[10]

## Статистика

### Клубная
| Клуб                   | Годы      | Дивизион               | Чемпионат | Кубок  | Межд.  | Другие | Всего   |
| ---------------------- | --------- | ---------------------- | --------- | ------ | ------ | ------ | ------- |
| Ковель                 | 1996      | Любительский чемпионат | 2 (0)     | 0 (0)  | -      | 0 (0)  | 2 (0)   |
| Подолье (Хмельницкий)  | 1996—1997 | Первая лига            | 36 (0)    | 0 (0)  | -      | 0 (0)  | 36 (0)  |
| Металлург (Запорожье)  | 1998—2000 | Высшая лига            | 31 (1)    | 3 (0)  | -      | 0 (0)  | 34 (1)  |
| Металлург-2            | 1998—2000 | Вторая лига            | 7 (0)     | 0 (0)  | -      | 0 (0)  | 7 (0)   |
| Шахтёр (Донецк)        | 2000—2002 | Высшая лига            | 29 (0)    | 5 (0)  | 7 (0)  | 0 (0)  | 24 (0)  |
| Шахтёр-2               | 2000—2002 | Первая лига            | 13 (0)    | 0 (0)  | 0 (0)  | 0 (0)  | 13 (0)  |
| Шахтёр-3               | 2000—2001 | Вторая лига            | 1 (0)     | 0 (0)  | -      | 0 (0)  | 1 (0)   |
| Металлург (Донецк)     | 2002      | Высшая лига            | 2 (0)     | 0 (0)  | -      | 0 (0)  | 2 (0)   |
| Металлург-2            | 2002      | Вторая лига            | 6 (0)     | 0 (0)  | -      | 0 (0)  | 6 (0)   |
| Шинник                 | 2002—2004 | Премьер-лига           | 48 (4)    | 9 (0)  | 2 (0)  | 2 (0)  | 59 (4)  |
| Днепр (Днепропетровск) | 2004—2005 | Высшая лига            | 11 (1)    | 2 (0)  | 2 (0)  | 0 (0)  | 15 (1)  |
| Шахтёр (Донецк)        | 2005—2016 | Премьер-лига           | 150 (1)   | 32 (0) | 28 (0) | 7 (0)  | 215 (1) |

### Сборная
| Год  | Матчи | Голы |
| ---- | ----- | ---- |
| 2003 | 3     | 0    |
| 2004 | 0     | 0    |
| 2005 | 1     | 0    |
| 2006 | 0     | 0    |
| 2007 | 0     | 0    |
| 2008 | 7     | 0    |
| 2009 | 5     | 0    |
| 2010 | 0     | 0    |
| 2011 | 4     | 0    |
| 2012 | 3     | 0    |
| 2013 | 11    | 0    |
| 2014 | 6     | 0    |
| 2015 | 10    | 0    |
| 2016 | 2     | 0    |